# 111570 Ágasvár
(111570) Ágasvár, denumire internațională (111570) Agasvar, este un asteroid din centura principală de asteroizi.

## Descriere
111570 Ágasvár este un asteroid din centura principală de asteroizi. A fost descoperit pe 11 ianuarie 2002 la Piszkesteto de Krisztián Sárneczky și Zsuzsanna Heiner. Asteroidul prezintă o orbită caracterizată de o semiaxă mare de 3,11 ua, o excentricitate de 0,05 și o înclinație de 1,3° în raport cu ecliptica.